# Rainer Kepplinger
Rainer Kepplinger (* 19. srpna 1997) je rakouský profesionální silniční cyklista jezdící za UCI WorldTeam Team Bahrain Victorious.

## Kariéra

### Začátky
Kepplinger byl původně veslařem, ale v roce 2021 se po několika dobrých výsledcích v esport závodech rozhodl se stát profesionálním cyklistou. V květnu 2021 podepsal kontrakt s UCI Continental týmem Hrinkow Advarics Cycleang. V roce 2022 se za Rakousko zúčastnil závodu mužů na mistrovství světa v esport cyklistice. Dostal se do brzkého úniku, ale na závěrečném stoupání byl dojet pelotonem. I přesto si byl schopen dojet pro sedmé místo. První Kepplingerovo vítězství přišlo téhož roku v dubnu na rakouském amatérském závodu Kirschblütenrennen v cílovém sprintu proti Matthiasovi Reutimannovi. Kepplinger zaútočil 30 km před cílem ale Reutimann ho byl schopen dojet. Společně závod dokončili 54 sekund před stíhací skupinou. V červnu Kepplinger vyhrál poslední etapu závodu Oberösterreich Rundfahrt před obhájcem vítězství Alexisem Guérinem, díky čemuž si zajistil své první vítězství v celkovém pořadí na etapovém závodu v kariéře.

### Team Bahrain Victorious (2023–)
V srpnu 2022 bylo oznámeno, že Kepplinger podepsal tříletý kontrakt s UCI WorldTeamem Team Bahrain Victorious od sezóny 2023.

## Hlavní výsledky
2021
Národní šampionát
5. místo časovka
2022
Oberösterreich Rundfahrt
 celkový vítěz
vítěz 3. etapy
Tour of Malopolska
2. místo celkově
Národní šampionát
2. místo časovka
Bělehrad–Banja Luka
5. místo celkově
Mistrovství světa v esport cyklistice
7. místo závod mužů
2024
Volta a la Comunitat Valenciana
8. místo celkově

### Výsledky na Grand Tours
| Grand Tour      | 2024 |
| --------------- | ---- |
| Giro d'Italia   | 64   |
| Tour de France  | —    |
| Vuelta a España | DNF  |

| —   | Nezúčastnil se |
| DNF | Nedokončil     |